# Кухаренко Руслан Іванович
Русла́н Іва́нович Кухаре́нко (9 травня 1958 , Самбір, Дрогобицька область ) — український архітектор, заслужений архітектор України. Член Національної спілки архітекторів України з 1986 року.

## Біографія
Народився 9 травня 1958 року в Самборі, тепер Львівська область, Україна. У 8-річному віці із батьками переїхав до Києва. Закінчив Республіканську середню школу імені Шевченка та Київський державний художній інститут, архітектурний факультет. 
З 1982 року працював в Київголовархітектурі. Починав архітектором відділу благоустрою, головним архітектором заповідника «Стародавній Київ». З 1988 року — головний архітектор Подільського району міста Києва. 
З 1992 року — голова комітету охорони пам'яток історії та культури, який згодом перейменували в Головне управління охорони культурної спадщини Київської міської державної адміністрації.

## Нагороди та почесні звання
- орден «За заслуги» II ступеня (2005)[1]
- орден «За заслуги» III ступеня (2000)[2]
- заслужений архітектор України (1996)[3].